# AC4000型电力机车
AC4000型电力机车是中国铁路的电力机车车型之一，也是中国第一台交—直—交流电传动的国产电力机车，由株洲电力机车厂和株洲电力机车研究所于1996年研制成功。AC4000型电力机车属于实验性车型，仅试制一台未投入批量生产，但其研制及试验过程为中国探索交流传动电力机车设计特点及性能指标作出重要贡献。

## 发展历史

### 背景
随着电力电子技术的发展，德国于1971年成功研制世界上第一台采用交流传动技术的铁路机车——DE2500型柴油机车，其优越的牵引性能很快获得了铁路运输部门认可；此后在DE2500型机车基础上，进而研制了采用晶闸管牵引逆变器的120型电力机车，显示出单轴功率大、粘着利用好、维护方便等特点，奠定了当代交流传动电力机车的技术基础。
中国于1980年开始进行交流传动牵引系统的研究，由株洲电力机车研究所主导，先期分阶段进行小功率系统试验，至1984年完成了20千瓦交—直—交变流器和异步交流电机系统的研究试验；从1985年起，开展大功率交流传动系统的研究。1989年9月，中国国内首台300千瓦交—直—交流电传动系统地面实验装置在株洲电力机车研究所研制成功，并通过铁道部技术鉴定。同年，株洲电力机车研究所成立了中国第一个交流传动研究室，并在中国铁道部的支持下，主持了“电力机车三相交流传动800—1000kW机组地面试验”重大课题的研究，该研究项目成功研制了包括卧式模拟变压器、脉冲整流器（四象限变流器）、PWM逆变器及电子控制装置在内的1000千瓦交流传动系统，并完成了1025千瓦的牵引特性试验及800千瓦的再生制动试验；该项目于1992年通过铁道部鉴定，1993年获铁道部科技成果二等奖。株洲电力机车研究所又承担了“4000kW交—直—交电力机车1000kW变流装置”的研制，该项目于1997年获铁道部科技成果一等奖。

### 研製
1991年，中国铁道部正式立项研制4000千瓦交流传动电力机车，该型机车被定型为“AC4000”，其中“AC”代表交流电传动，“4000”代表功率为4000千瓦；AC4000型电力机车由株洲电力机车厂和株洲电力机车研究所共同研制，并被列入第八个五年计划国家重点科技攻关项目之一。1992年12月，AC4000型机车设计方案通过技术设计审查。1994年，株洲电力机车研究所建造了一个2000千瓦交流传动试验台，模拟半台机车的实际运行情况，为AC4000型电力机车的研制提供了大量数据和经验。
1996年6月19日，AC4000型电力机车在株洲电力机车厂出厂，时任铁道部部长韩杼滨、副部长傅志寰、湖南省委常委副省长周伯华，株洲市委书记程兴汉等领导参加了竣工剪彩仪式。AC4000型电力机车采用交—直—交流电传动，使用四象限脉冲变流器、PWM逆变器供电、三相异步牵引电动机，装有微机控制系统，具有工况监控和故障诊断检测功能，电制动采用再生制动。机车最大速度为120公里/小时，轴式Bo-Bo。AC4000型机车是中国铁路机车电传动发展史上的新一个里程碑，于1996年获国家“八五”科技攻关重大科技成果奖。

### 试验
AC4000型电力机车经过调整试验后，于1997年初在北京环形铁道试运行，期间最高试验速度达到121公里/小时；1998年上半年，机车在西南交通大学牵引动力国家重点实验室内的定置试验台上进行了考核试验。在试验过程中机车暴露出一些技术问题，例如机车启动时发生牵引力振荡、电网谐波较多、牵引电机滤波电抗器产生的牵引电机定子电流冲击；机车虽然可以随负载变化稳定运行，但其牵引特性曲线上并没有恒力矩或恒功区，直接影响其高频（高速）区的性能发挥。此外，由于AC4000型电力机车采用转差控制方式对牵引电机实现变频控制，难以达到较高的动态性能，也削弱了电机的可控性。

## 技术特点

### 总体布置
AC4000型电力机车是四轴货运电力机车，适用于供电制式为25千伏工频单相交流电的电气化铁路，机车轴式Bo-Bo，持续功率4,000千瓦，最高速度120公里/小时。机车采用了焊接式整体承载结构车体，设两端司机室。车体从前到后依次为Ｉ端司机室、Ｉ端辅助室、变流器室（I／II）、ＩＩ端辅助室、ＩＩ端司机室。辅助室内设有低压电器柜、电抗器柜、辅助变流器柜、空气压缩机组、牵引电机通风机等设备；变流器室内设有主变流器柜、高压电器柜及冷却系统；卧式主变压器安装于车体底下。
机车采用了特殊的中间走廊和双边走廊混合布置模式，其中辅助室采用传统双侧走廊，而变流器室采用贯通式中间走廊，设备成套化、斜对称布置。通风系统采用车体通风和独立风道通风混合模式，其中辅助室采用车体侧墙上的百页窗进风，而变流器、变压器的冷却系统采用由车顶通往车底的独立风道通风。

### 机车主电路
AC4000型电力机车是交—直—交流电传动的单相工频交流电力机车。接触网导线上的25千伏单相工频交流电电流，经受电弓进入机车后经过主断路器再进入主变压器，交流电经过主变压器的四个牵引绕组后分别向四组变流器供电，进入四象限脉冲整流器并整流为直流电，然后经过中间直流回路，再由PWM逆变器转换成三相交流电输出，经电机电抗器分别向每个转向架上的两台异步牵引电机并联供电，使牵引电动机产生转矩，将电能转变为机械能，经过齿轮的传递驱动轮对。机车采用JD103型鼠笼式三相异步牵引电动机，是在YQD-300、JD101S两种试验型异步牵引电机基础上研制而成，额定功率为1025千瓦，采用逆变器转差控制。

### 控制系统
AC4000型电力机车采用电子控制系统，设有两个电子柜分别控制两台转向架的主变流器和辅助变流器，具有机车牵引控制、逆变器实时控制、四象限变流器控制、异步牵引电机闭环控制及系统保护等功能。机车采用转向架独立供电和控制方式，当其中一个转向架的电机找出现故障时，可以切除该转向架的负载，使机车以半功率故障运行。

### 转向架
机车走行部为两台二轴转向架，沿用了韶山4型机车转向架的成熟技术，採用由低合金箱型焊接而成的「日」字型构架，一系悬挂採用轴箱螺旋弹簧与弹性连杆的独立悬挂结构，二系悬挂为橡胶堆；牵引力或制动力通过推挽式平牵引杆机构传递。牵引电动机采用滚动轴承抱轴式半悬挂、单边刚性直齿传动。

## 车辆保存
- AC4000型电力机车，在完成各种试验后，被保存于株洲电力机车厂内，之后修改涂装后改为在株洲中国动力谷做静态展示。

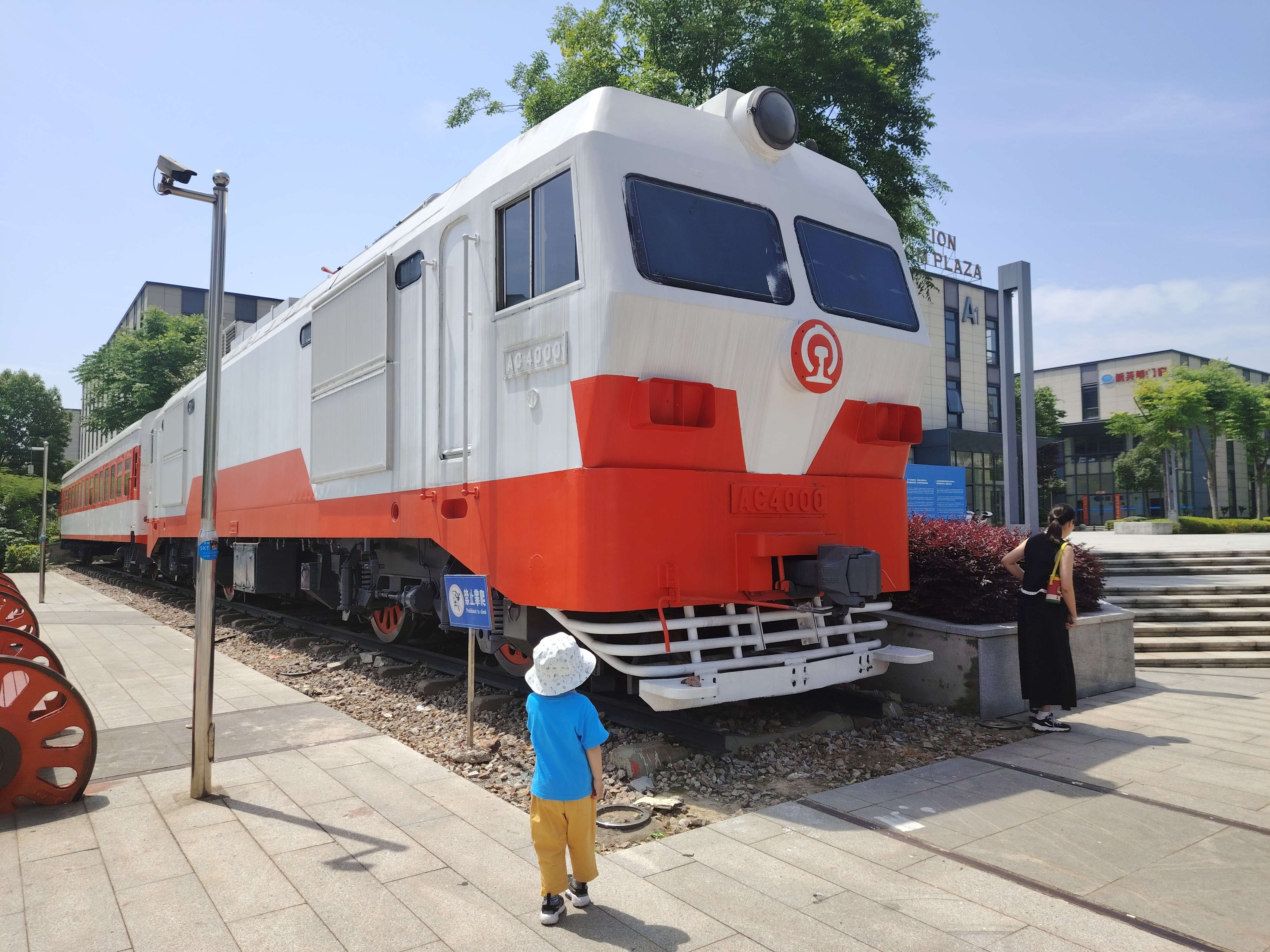
AC4000静态展示

## 参看
- 韶山4型电力机车
- 韶山5型电力机车
- DJ型电力机车
- NJ1型柴油机车
- 东风4DJ型柴油机车